# Philip V. Bohlman

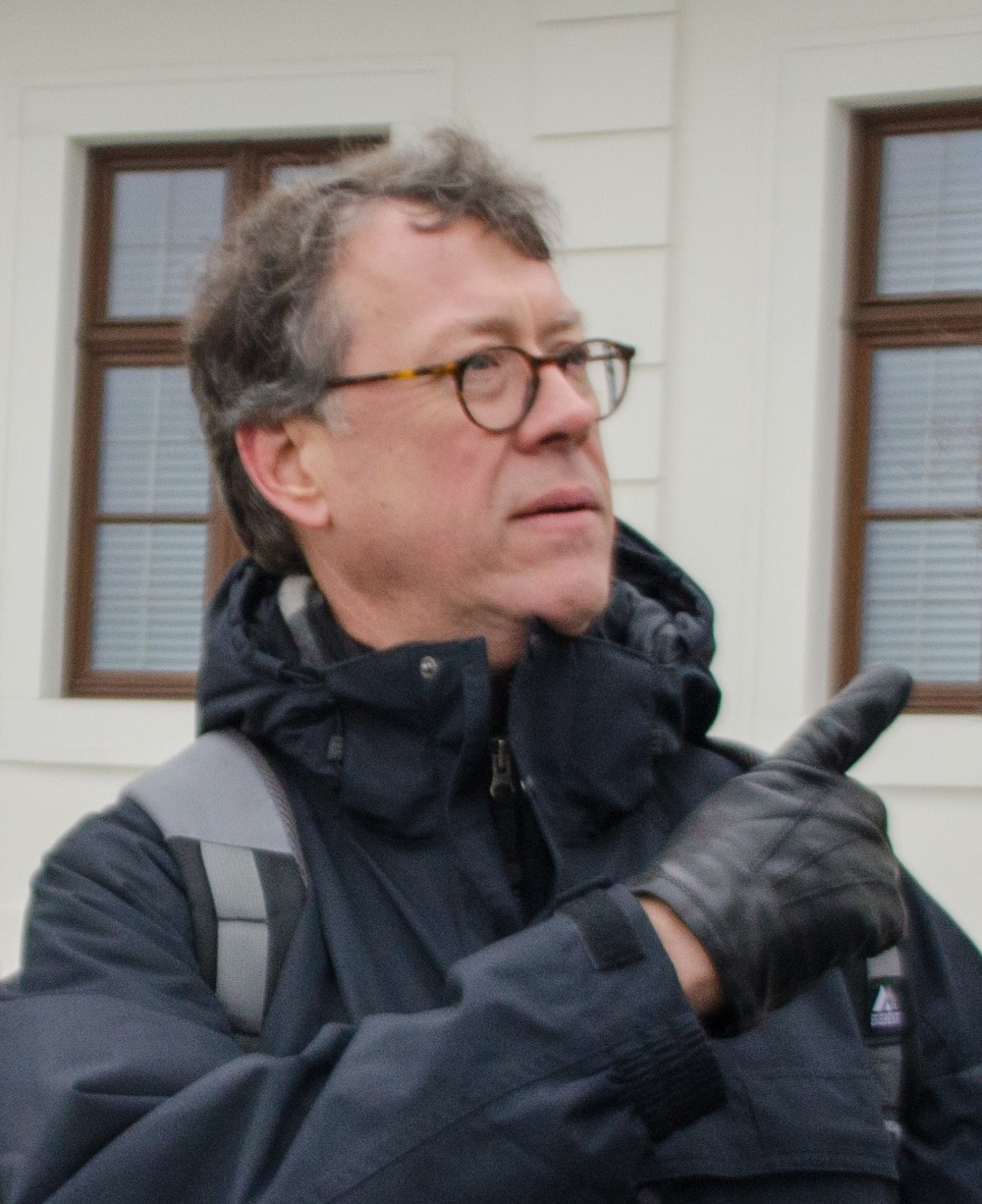
Philip Bohlman 2012

Philip Vilas Bohlman (* 8. August 1952 in Boscobel, Wisconsin) ist ein amerikanischer Musikethnologe an der University of Chicago und ein Spezialist für Studien in jüdischer Musikkultur und Überlieferung.

## Leben
Außer an seiner Heimatuniversität, der University of Chicago, seit 1987 (dort ist er z. B. auch tätig am Center for Jewish Studies), hat Philip Bohlman an verschiedenen Universitäten gelehrt, u. a. als Honorarprofessor an der Hochschule für Musik, Theater und Medien Hannover, an der University of California, Berkeley, an den Universitäten in Freiburg i. Br., Wien, Innsbruck und Kassel (Kunsthochschule Kassel) und an der Yale University in New Haven. Seine Doktorarbeit schrieb er 1984 an der University of Illinois. Bohlmans Feldforschungen in Indien und Deutschland, mit einem Schwerpunkt bei muslimischen Bevölkerungsgruppen, vor allem aber mit dem Fokus auf jüdische Musik, sowohl traditionelle Liedüberlieferung als auch moderne Musik, sind mehrfach von der Alexander von Humboldt-Stiftung gefördert worden. Künstlerisch selbst ausübend ist er Direktor der „The New Budapest Orpheum Society“ an der University of Chicago, darin unterstützt von seiner Ehefrau, der Pianistin und Musikpädagogin Christine Wilkie Bohlman. Phil Bohlman ist seit 2011 Mitglied der American Academy of Arts and Sciences und seit 2007 korrespondierendes Mitglied der British Academy.
Er ist Träger verschiedener Auszeichnungen, u. a. der American Academy in Berlin 2003; von 2005 bis 2007 war er Präsident der internationalen „Society for Ethnomusicology“. Bohlman bekam im Oktober 2019 die Ehrendoktorwürde von der Nationalen Musikuniversität Bukarest; er ist seit 2019 Mitherausgeber der Zeitschrift Acta Musicologica der International Musicological Society. 2022 wurde Bohlman der Balzan-Preis zugesprochen.

## Veröffentlichungen (Auswahl)
- The Land Where Two Streams Flow: Music in the German-Jewish Community of Israel. University of Illinois Press, Urbana and Chicago, IL 1989, ISBN 0-252-01596-7.
- Central European Folk Music: An Annotated Bibliography of Sources in German (= Garland Library of Music Ethnology 3). Garland, New York N.Y. and London, 1996, ISBN 0-8153-0304-1.
- Hrsg. zusammen mit Otto Holzapfel: The Folk Songs of Ashkenaz (= Recent Researches in the Oral Traditions of Music'. 6). A-R Editions, Middleton, WI 2001, ISBN 978-0-89579-474-1 (jiddische Lieder der Aschkenasim, Texte und Melodien, kommenmtiert)
- Hrsg. zusammen mit Otto Holzapfel: Land without Nightingales: Music in the Making of German-America (= Max Kade Institute for German-American Studies). University of Wisconsin Press, Madison, WI, 2002, ISBN 0-924119-04-7[7].
- Jüdische Volksmusik: eine mitteleuropäische Geistesgeschichte. Böhlau, Wien u. a. 2005, ISBN 3-205-77119-2[8].
- Song Loves the Masses: Herder on Music and Nationalism. University of California Press, Oakland, CA. 2017, ISBN 978-0-520-23494-9[9].
- Wie sängen wir Seinen Gesang auf dem Boden der Fremde! Jüdische Musik des Aschkenas zwischen Tradition und Moderne. Lit Verlag, Berlin, 2019, ISBN 978-3-643-13574-2 (Zusammenfassung früherer Veröffentlichungen von 1989 bis 2013, überarbeitet und ergänzt durch neue Forschungen; umfangreiches Quellenverzeichnis zur musikalischen Überlieferung der Aschkenasim).